# Chasmomma
Chasmomma là một chi ruồi trong họ Syrphidae.